# Sand Lake (condado de Burnett, Wisconsin)
Sand Lake es un pueblo ubicado en el condado de Burnett en el estado estadounidense de Wisconsin. En el Censo de 2010 tenía una población de 531 habitantes y una densidad poblacional de 5,67 personas por km².

## Geografía
Sand Lake se encuentra ubicado en las coordenadas 45°51′52″N 92°13′40″O / 45.86444, -92.22778. Según la Oficina del Censo de los Estados Unidos, Sand Lake tiene una superficie total de 93.73 km², de la cual 84.9 km² corresponden a tierra firme y (9.42%) 8.83 km² es agua.

## Demografía
Según el censo de 2010, había 531 personas residiendo en Sand Lake. La densidad de población era de 5,67 hab./km². De los 531 habitantes, Sand Lake estaba compuesto por el 76.08% blancos, el 0.38% eran afroamericanos, el 19.77% eran amerindios, el 0.38% eran asiáticos, el 0% eran isleños del Pacífico, el 0.94% eran de otras razas y el 2.45% pertenecían a dos o más razas. Del total de la población el 2.45% eran hispanos o latinos de cualquier raza.